# Перцептивная защита
Перцептивная защита — эффект негативного воздействия мотивации человека на восприятие через повышение порога восприятия определённого объекта индивидом, при котором он не замечает стимулы, угрожающие его сознанию. В ходе перцептивной защиты человек старается выстроить барьер на воздействие неприятных событий, фактов, переживаний.
Перцептивная защита является одним из принципов селективности восприятия, сформулированных Дж. Брунером и Л. Постманом, к которым также относится принцип настороженности (бдительности), означающий, что угрожающие целостности личности стимулы распознаются быстрее остальных.

## История
Впервые данный феномен был упомянут в работах З. Фрейда и А. Фрейд как явление, возникающее в ситуации «непереносимости неопределенности» проблематичной или малознакомой ситуации, которая нуждается в перестройке поведенческих схем.
Открыл и описал понятие перцептивной защиты Дж. Брунер, охарактеризовав его как принцип селективности восприятия, благодаря которому человек старается огородить и защитить себя от влияния стимулов, несущих потенциальную угрозу.

## Характеристики
- Эмоционально беспокоящие и тревожащие стимулы распознаются лучше нейтральных.
- При влиянии беспокоящих стимулов возникают «замещающие когниции», которые замедляют их распознавание.
- Защита выстраивается, даже когда сигнал еще не обнаружен и не идентифицирован индивидом[3].

## Исследования феномена
Примером эксперимента в области изучения перцептивной защиты является исследование Дж. Брунера и Л. Постмана. В ходе данного эксперимента испытуемым показывали с помощью тахистоскопа ряд нейтральных и нецензурных слов. Выяснилось, что порог опознания нейтральных слов был ниже, чем порог опознания нецензурных слов.
Таким образом, данное исследование подтвердило присутствие перцептивной защиты в ходе работы восприятия, так как нейтральные слова опознавались чаще нецензурных, то есть испытуемые игнорировали неприятные и провоцирующие волнение стимулы в виде нецензурных слов.

## Проявления феномена
Перцептивная защита проявляется в «принципе последней попытки», описанном в работе Г. Олпорта. Данный принцип заключается в том, что человеку свойственно в случае сложных для него обстоятельств «цепляться» за привычную для него истину, не замечая идущую извне новую информацию, отдавая предпочтение устоявшимся взглядам.
Также стоит учесть такой феномен, как вера в справедливый мир, открытый М. Лернером. Данный феномен связан с идеей о том, что люди получают то, что они заслуживают, и заслуживают то, что получают. Это форма защитной атрибуции, предполагающая, что плохое случается с плохими, а хорошее — с хорошими: человек верит в то, что с ним не может случиться что-то плохое без его вины. Вера в справедливый мир приносит чувство спокойствия, отгораживая сознание от тревожной информации, которая может это спокойствие уничтожить.
М. Лернер провел исследование, в котором участвовала группа из четырех испытуемых, привнесших равноценный вклад в игру. Экспериментатор случайным образом выбрал победителя, а затем участники были опрошены на тему того, кто, по их мнению, привнес больший вклад в игру. Участники выбрали того, кто был случайно признан победителем.
Часто вера в справедливый мир связана с антипатией к жертве. Люди склонны считать, что если с жертвой какого-либо происшествия произошло это негативное событие, значит она сама в этом виновата и заслужила это. Наглядно это было продемонстрировано в эксперименте М. Лернера и К. Симмонс, в котором испытуемые наблюдали за тем, как человека наказывают током за неправильные ответы на вопросы экспериментатора. В итоге испытуемые не испытывали сочувствия к «жертвам», проявляя даже скорее негативное отношение.
Данный феномен объясняет различные виды дискриминации, такие, как слатшейминг, виктимшейминг и т. п.